# Pierre Fontan
Pierre Fontan (* 15. Oktober 1882 in Toulon; † 20. Oktober 1952 ebenda) war ein französischer Okzitanist und Dichter okzitanischer Sprache.

## Leben und Werk
Pierre Fontan wurde als Sohn eines Chirurgen ohne Kontakt zur provenzalischen Sprache erzogen. Erst die Begegnung mit Mistrals Meisterwerk Mirèio machte ihn zum Feliber der Escola de la Targo in Toulon, der 1909 seinen ersten provenzalischen Gedichtband vorlegte. Ab 1918 unterstützte er Pierre Julian bei der Herausgabe der Anthologie des provenzalischen Félibrige, deren Bände zur Poesie 1920 und 1924 erschienen. Der zur Prosa geplante Band erschien nicht. Fontan wurde 1918 zum Majoral (Akademiemitglied) des Félibrige gewählt (Sitz: Cigalo di Mauro) und gab ab 1920 an Gymnasien den in Toulon erstmals erlaubten Provenzalischunterricht. Beruflich war Fontan Konservator des städtischen Kunstmuseums. 1938 und postum erschienen weitere Dichtungen aus seiner Feder.

## Werke (Auswahl)
- Lou calèn = Le croisset. Escolo Felibrenco de La Targo, Toulon 1909.
- (Hrsg. mit Pierre Julian) Anthologie du Félibrige provençal. 1850 à nos jours, poésie. 2 Bde. Delagrave, Paris 1920–1924.
  - 1. Les fondateurs du félibrige et les premiers félibres
  - 2. Des poètes de la deuxième génération aux poètes actuels
- Enfre-terro = Dans les terres. Escolo de la Targo, Toulon 1938. (zweisprachig)
- La galèro. Pouèmo. Escolo de la Targo, Toulon 1969. (Vorwort von Bruno Durand)